# 香積寺 (関市)
香積寺（こうじゃくじ）は岐阜県関市にある白衣観音菩薩を本尊とする曹洞宗の寺院。山号は宝林山。中濃八十八ヶ所霊場十二番である。安桜山城主村山氏の菩提寺。
嘉慶元年(1387年)に土岐氏の家臣、村山若狭守宗重が安桜山城主となった際に菩提寺の智勝寺として建立した。開山は不詳であったが臨済宗に属していた。
元和年間に、迫間大嶋氏の大嶋光重が中興開基となり、龍泰寺20世の鰲山正雪を中興開山として曹洞宗の寺院、香積寺に改めている。
文化元年（1804年）に祝融の災いに遭うがその後再建されている。境内には関の鍛冶師兼永の墓や村山氏の宝篋印塔が残る。また、寺の玄関は城主の菩提寺としての格式を遺している。

## 文化財

### 関市指定文化財
- 惟然自画自賛像